# Барбурка
Барбу́рка (День Горняка, пол. Barbórka, Dzień Górnika) — профессиональный польский праздник, отмечаемый в Польше 4 декабря в день памяти святой Варвары, которая считается покровительницей благодатной смерти и тяжёлой работы. Кроме шахтёров этот праздник в Польше считают своим геологи и другие специалисты, связанные с добычей полезных ископаемых.

## Традиции дня
В горняцкой традиции праздник начинается с участия в утренней мессе либо с торжественного собрания возле статуи святой Варвары, которая, как правило, всегда находится в административных зданиях шахт. После мессы или собрания шахтёры совершают групповое шествие по улицам населённых пунктов со членами своих семей либо возле так называемых жилых зданий под названием «Фамилёк», в которых проживают или проживали шахтёры. Как правило, в начале шествие несут флаг шахты или церковного прихода.
По случаю праздника в шахтёрских населённых пунктах проводятся различные концерты и мероприятия.
В предшествующие дни перед праздником шахтёры организуют неформальные встречи под названием «Пивные корчмы» (пол. Karczmy piwne) в пивных, куда приглашаются пенсионеры, работавшие на шахтах, администрация шахт, студенты горнодобывающих факультетов. Часто такие встречи организуются Обществом инженеров и техников горного дела.
«Пивные корчмы» проводятся в соответствии с определённым ритуалом. Участники этой встречи обязательно надевают шахтёрские мундиры. В начале «Пивной корчмы» участники разделяются на две группы, которые усаживаются за двумя противоположными длинными столами, скамьи перед которыми покрыты старой соломой для пожилых и свежей соломой для молодых участников. Конкурирующие группы соревнуются в количестве выпитого пива, рассказывают анекдоты, вспоминают замечательные и смешные ситуации из шахтёрской жизни и поют песни. За соревнованием следит выбранный участник.
Во время этих встреч также совершается сохранившийся со средневековья особый обряд принятия в шахтёрскую картель. Новичок читает шахтёрскую присягу и совершает небольшой символический прыжок перед шкурой, которую держат два пожилых шахтёра, после чего к его плечу прикладывается символический меч. В конце обряда, один из заслуженных шахтёров, носящий титул Lis Major, накладывает на плечи новичка шахтёрскую одежду и он после этого считается принятым в шахтёрское братство.
Супруги шахтёров в эти же дни организуют отдельные неформальные встречи в пивных под названием «Женские комбры» (пол. Сombry babskie).

## Другое
В 2005 году в Польше был снят художественный фильм «Барбурка», входящий в цикл «Польские праздники» из 13 фильмов.